# Atlantic 10 Conference (pallavolo)
La Atlantic 10 Conference è una delle 32 conference di pallavolo femminile affiliate alla NCAA Division I, la squadra vincitrice accede di diritto al torneo NCAA.

## Membri

| Squadra               | Sede         | Stato                 | Fondazione | Soprannome      | Affiliazione |
| --------------------- | ------------ | --------------------- | ---------- | --------------- | ------------ |
| Davidson              | Davidson     | Carolina del Nord     | 1986       | Wildcats        | 2014         |
| Dayton                | Dayton       | Ohio                  | 1970       | Flyers          | 1995         |
| Duquesne              | Pittsburgh   | Pennsylvania          | 1974       | Dukes           | 1993         |
| Fordham               | New York     | New York              | 1974       | Rams            | 1995         |
| George Mason          | Fairfax      | Virginia              | 1974       | Patriots        | 2013         |
| George Washington     | Washington   | Distretto di Columbia | 1975       | Revolutionaries | 1982         |
| La Salle              | Philadelphia | Pennsylvania          | 1973       | Explorers       | 1995         |
| Loyola Chicago        | Chicago      | Illinois              | 1978       | Ramblers        | 2022         |
| Rhode Island          | Kingston     | Rhode Island          | 1975       | Rams            | 1982         |
| Saint Louis           | Saint Louis  | Missouri              | 1975       | Billikens       | 2005         |
| Virginia Commonwealth | Richmond     | Virginia              | 1979       | Rams            | 2012         |

### Ex membri
| Squadra               | Ingresso | Uscita |
| --------------------- | -------- | ------ |
| Penn State            | 1982     | 1990   |
| Rutgers               | 1982     | 1994   |
| West Virginia         | 1982     | 1994   |
| Temple                | 1982     | 2012   |
| Massachusetts Amherst | 1981     | 1990   |
| St. Bonaventure       | 1987     | 1998   |
| Virginia Tech         | 1995     | 1999   |
| Xavier                | 1995     | 2012   |
| UNC Charlotte         | 2005     | 2012   |
| Butler                | 2012     | 2012   |

## Arene
| Squadra               | Arena                       | Capacità |
| --------------------- | --------------------------- | -------- |
| Davidson              | Belk Arena                  | 1 300    |
| Dayton                | Frericks Center             | 3 000    |
| Duquesne              | UPMC Cooper Fieldhouse      | 4 390    |
| Fordham               | Rose Hill Gym               | 3 200    |
| George Mason          | Recreation Athletic Complex | 1 550    |
| George Washington     | Charles E. Smith Center     | 5 000    |
| La Salle              | Tom Gola Arena              | 3 400    |
| Loyola Chicago        | Joseph J. Gentile Arena     | 4 963    |
| Rhode Island          | Keaney Gymnasium            | 3 385    |
| Saint Louis           | Chaifetz Pavilion           | 800      |
| Virginia Commonwealth | Siegel Center               | 7 500    |

## Albo d'oro
| Anno          | Podio                 | Podio                 | Podio |
| Campione      | Seconda               | Terza                 |       |
| ------------- | --------------------- | --------------------- | ----- |
| 1982 Dettagli | Rutgers               | Penn State            | -     |
| 1983 Dettagli | Penn State            | Rutgers               | -     |
| 1984 Dettagli | Penn State            | Rhode Island          | -     |
| 1985 Dettagli | Penn State            | Rhode Island          | -     |
| 1986 Dettagli | Penn State            | George Washington     | -     |
| 1987 Dettagli | Penn State            | West Virginia         | -     |
| 1988 Dettagli | Penn State            | Rhode Island          | -     |
| 1989 Dettagli | Penn State            | Rhode Island          | -     |
| 1990 Dettagli | Penn State            | George Washington     | -     |
| 1991 Dettagli | Rhode Island          | West Virginia         | -     |
| 1992 Dettagli | Rhode Island          | George Washington     | -     |
| 1993 Dettagli | George Washington     | Temple                | -     |
| 1994 Dettagli | George Washington     | Rhode Island          | -     |
| 1995 Dettagli | George Washington     | Rhode Island          | -     |
| 1996 Dettagli | Rhode Island          | Dayton                | -     |
| 1997 Dettagli | Temple                | Rhode Island          | -     |
| 1998 Dettagli | Temple                | Virginia Tech         | -     |
| 1999 Dettagli | Temple                | Rhode Island          | -     |
| 2000 Dettagli | George Washington     | Xavier                | -     |
| 2001 Dettagli | Xavier                | Temple                | -     |
| 2002 Dettagli | Temple                | George Washington     | -     |
| 2003 Dettagli | Dayton                | Temple                | -     |
| 2004 Dettagli | Dayton                | Xavier                | -     |
| 2005 Dettagli | Dayton                | Temple                | -     |
| 2006 Dettagli | Saint Louis           | Dayton                | -     |
| 2007 Dettagli | Dayton                | Xavier                | -     |
| 2008 Dettagli | Saint Louis           | Dayton                | -     |
| 2009 Dettagli | Dayton                | Saint Louis           | -     |
| 2010 Dettagli | Dayton                | Xavier                | -     |
| 2011 Dettagli | Dayton                | Xavier                | -     |
| 2012 Dettagli | Dayton                | Xavier                | -     |
| 2013 Dettagli | Duquesne              | Virginia Commonwealth | -     |
| 2014 Dettagli | Dayton                | George Washington     | -     |
| 2015 Dettagli | Dayton                | Saint Louis           | -     |
| 2016 Dettagli | Dayton                | Saint Louis           | -     |
| 2017 Dettagli | Virginia Commonwealth | Dayton                | -     |
| 2018 Dettagli | Dayton                | Virginia Commonwealth | -     |
| 2019 Dettagli | Dayton                | Virginia Commonwealth | -     |
| 2020 Dettagli | Dayton                | Virginia Commonwealth | -     |
| 2021 Dettagli | Dayton                | Fordham               | -     |
| 2022 Dettagli | Loyola Chicago        | Dayton                | -     |
| 2023 Dettagli | Dayton                | Loyola Chicago        | -     |
| 2024 Dettagli | Loyola Chicago        | Dayton                | -     |

## Palmarès
| Squadre               | Titoli | Stagioni                                                                                       |
| --------------------- | ------ | ---------------------------------------------------------------------------------------------- |
| Dayton                | 16     | 2003, 2004, 2005, 2007, 2009, 2010, 2011, 2012, 2014, 2015, 2016, 2018, 2019, 2020, 2021, 2023 |
| Penn State            | 8      | 1983, 1984, 1985, 1986, 1987, 1988, 1989, 1990                                                 |
| George Washington     | 4      | 1993, 1994, 1995, 2000                                                                         |
| Temple                | 4      | 1997, 1998, 1999, 2002                                                                         |
| Rhode Island          | 3      | 1991, 1992, 1996                                                                               |
| Saint Louis           | 2      | 2006, 2008                                                                                     |
| Loyola Chicago        | 2      | 2022, 2024                                                                                     |
| Rutgers               | 1      | 1982                                                                                           |
| Xavier                | 1      | 2001                                                                                           |
| Duquesne              | 1      | 2013                                                                                           |
| Virginia Commonwealth | 1      | 2017                                                                                           |